# Elke Kahr
Elke Kahr (Graz, 2 de novembre de 1961) és una política austríaca militant del Partit Comunista d'Àustria (KPÖ). És regidora de la ciutat estiriana de Graz des del 2005 i va ser tinent d'alcalde del juny del 2016 a l'abril del 2017. A les eleccions municipals de Graz de 2021, Kahr i el seu partit KPÖ van guanyar amb el 29% dels vots, superant així la llista de l'alcalde Siegfried Nagl del Partit Popular d'Àustria, que va dimitir posteriorment.

## Trajectòria
Elke Kahr va ser adoptada a l'edat de tres anys, va créixer en un districte obrer i, després de completar l'escola primària i secundària, va assistir a l'escola comercial de Grazbachgasse. Després de treballar a l'Oesterreichische Kontrollbank, va assistir a l'acadèmia empresarial nocturna, on es va graduar el 1984.
Membre del KPÖ des de 1983, és activa en nombroses iniciatives ciutadanes, socials i de pau, destacant la seva tasca en l'assistència habitacional a Graz amb un telèfon d'emergència per a llogaters que proporciona assessorament legal. Del 2005 al 2017 va ser regidora d'habitatge.
A les eleccions municipals de Graz de 2012, el seu partit va obtenir el segon lloc amb gairebé el 20% dels sufragis, fet que va ser un resultat únic a Àustria. Kahr va poder aprofitar els èxits del seu predecessor polític, Ernest Kaltenegger. Després de la dimissió de l'anterior vicealcalde i consellera social Martina Schröck (SPÖ), Kahr va ser elegida nova tinent d'alcalde amb 38 de 46 vots emesos al consell local. Després de les eleccions municipals de Graz de 2017 i amb el 20,34% dels vots, es va convertir en regidora de transports de la ciutat.
Kahr dona dos terços del seu salari net mensual com a regidora a projectes locals de beneficència i, per tant, ha donat uns 900.000 euros durant el seu mandat. Viu des de 1988 amb l’antic president del partit estatal de KPÖ, Franz Stephan Parteder, i tenen un fill.